# Les Ferdinand
Leslie "Les" Ferdinand MBE (Londres, 8 de dezembro de 1966 em Londres) é um ex-futebolista inglês.
Ele é mais conhecido pelas suas passagens por Tottenham Hotspur e Newcastle United durante a década de 1990, na qual sua elegância e potencial diferenciados resultaram em 18 convocações para a Seleção Inglesa.
Ele é primo dos irmãos Rio e Anton Ferdinand, tendo ido com o primeiro para a Copa do Mundo de 1998. É popularmente conhecido como Sir Les.